# Збогом остај бункеру на реци
„Збогом остај бункеру на реци” је југословенски ТВ филм први пут приказан 12. новембра 1971 године. Режирао га је Пуриша Ђорђевић који је написао и сценарио.

## Улоге
| Глумац               | Улога               |
| -------------------- | ------------------- |
| Драгомир Чумић       | Млади клавир штимер |
| Лидија Боричић       | Девојка             |
| Михајло Поповић      | Стари клавир штимер |
| Мирчета Вујичић      | Официр              |
| Меланија Бугариновић | Певач               |
| Милан Ајваз          |                     |